# Gnophos caenosa
Gnophos caenosa là một loài bướm đêm trong họ Geometridae.